# Musée archéologique de Niğde
Le musée archéologique de Niğde (en turc : Niğde Arkeoloji Müzesi) est situé dans le centre de la préfecture turque de Niğde, entre Dışarı Cami Sokak et Öğretmenler Caddesi. Il contient des objets trouvés sur les sites environnants, notamment le tell de Köşk Höyük et la ville gréco-romaine de Tyane, tous deux situés dans la ville voisine de Kemerhisar. Il permet de découvrir des vestiges de la fin de la préhistoire anatolienne et des éléments de la civilisation des Louvites et des Néo-hittites.

## Histoire
De la Seconde Guerre mondiale à 1950, une partie de la collection du musée archéologique d'Istanbul a été conservée à Akmedrese, la principale école coranique de Niğde, sur la rue Ak Medrese. Le bâtiment a continué à être utilisé comme musée après le conflit. Cet espace ayant cessé d'être suffisant pour la collection, les travaux d'un nouveau bâtiment ont commencé en 1971. L'Akmedrese a fermé en 1977 et le nouveau musée a ouvert aux visiteurs le 12 novembre 1982. La collection a rapidement dépassé ce bâtiment, en conséquence reconstruit et rénové. La réouverture du musée actuel a eu lieu en 2001. Le musée est ou a été actif dans des fouilles à Köşk Höyük, Porsuk Hüyük, Kestel, Göllü Dağ, Andaval, Eskigümüş et Kınık Höyük.

## Objets exposés
Les objets du musée sont exposés dans dix salles classées par ordre chronologique. La salle 1 contient des découvertes datant de la préhistoire, notamment des artefacts de l'âge de pierre, tels que des pointes de lance et des pointes de flèche d'obsidienne. Ils viennent de Göllü Dağ, de Köşk Höyük, de Pınarbaşı Gölü, de Kaletepe et d'autres localités. Ils remontent au 12e millénaire avant notre ère. Un grand nombre d'objets en poterie datant des sixième et cinquième millénaires av. J.-C. sont également mis en valeur, la plupart provenant des fouilles de Köşk Höyük. La salle abrite également la reconstitution d'une maison de ce site.
La salle 2 comprend les objets du début de l'âge du bronze du 3e millénaire avant notre ère, qui est également l'époque des colonies commerciales assyriennes (Karum). Les objets proviennent de fouilles effectuées à Acemhöyük, près de Çamardı, et des mines d'étain de Kestel, datées de 2800 à 2000 avant J.-C.
Dans la salle 3 se trouvent des stèles et d'autres objets des périodes néo-hittite et phrygienne. Les premiers sont associés aux villes hittites de Nahita (Niğde) et Tuwanuwa (Tyane) et à l'État successeur néo-hittite de Tuwana. Un objet remarquable est la stèle de Niğde, trouvée près de la citadelle de la ville. Il représente le dieu du temps et a été dédié à Warpalawas, le roi des Tuwana au VIIIe siècle av. J.-C. par son fils Muwaharanis Il existe un modèle en plâtre de la stèle Andaval, qui mentionne également Warpalawas et a été retrouvé dans le sol d'une église byzantine à Andaval (Aktaş) au nord-est de Niğde.
Une autre stèle de cette époque a été découverte à Keşlik, à environ 30 km à l'ouest de Niğde, près d'Altunhisar. Elle montre le dieu du temps de la même manière que la stèle de Niğde mais son inscription n'est plus lisible. Outre ces objets, il y a aussi des inscriptions hiéroglyphiques louvites, des lions de porte de Göllü Dağ, de petits objets et des poteries de la période phrygienne. Ces objets proviennent de fouilles effectuées à Porsuk, Tepebağları, Kaynarca, Kemerhisar et dans la citadelle de Niğde. Ils sont datés de la première moitié du 1er millénaire avant notre ère.
La salle 4 contient des objets de la période gréco-romaine, principalement de Tyane. Parmi celles-ci figurent des inscriptions, des statues, des reliefs, un sarcophage et de la poterie. À l'entrée de la salle 5, sont exposées des pièces de monnaie des périodes hellénistique, romaine, byzantine et islamique. Dans la salle 5 elle-même, il y a les momies d'une femme et de quatre enfants qui ont été trouvées dans l'église paléochrétienne d'Ihlara-Tal et qui datent du Xe siècle de notre ère. La salle 6 présente une exposition ethnographique avec des livres, des tapis, des armes et des costumes traditionnels.

## Galerie

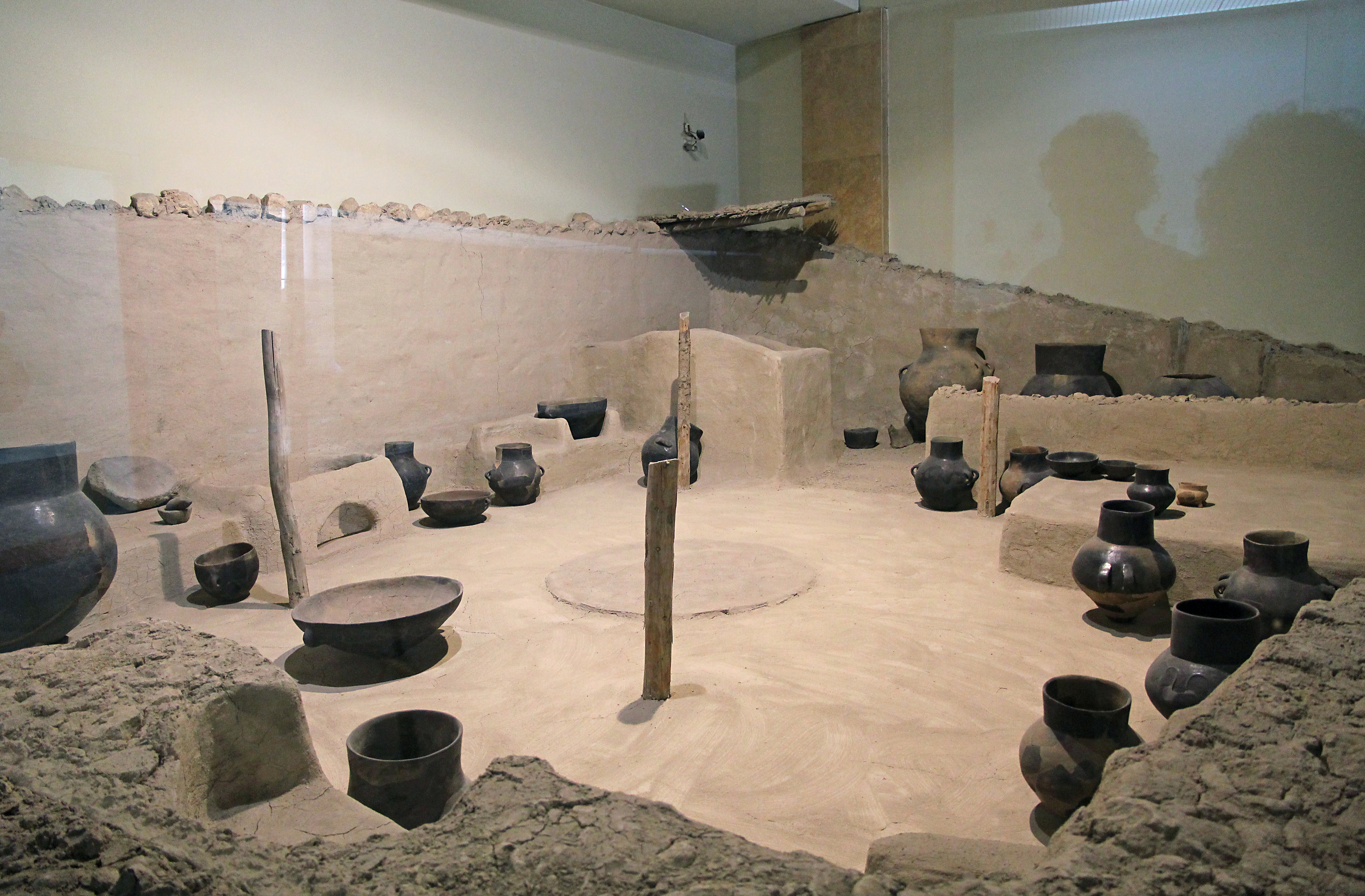
Maison de Köşk Höyük reconstituée.
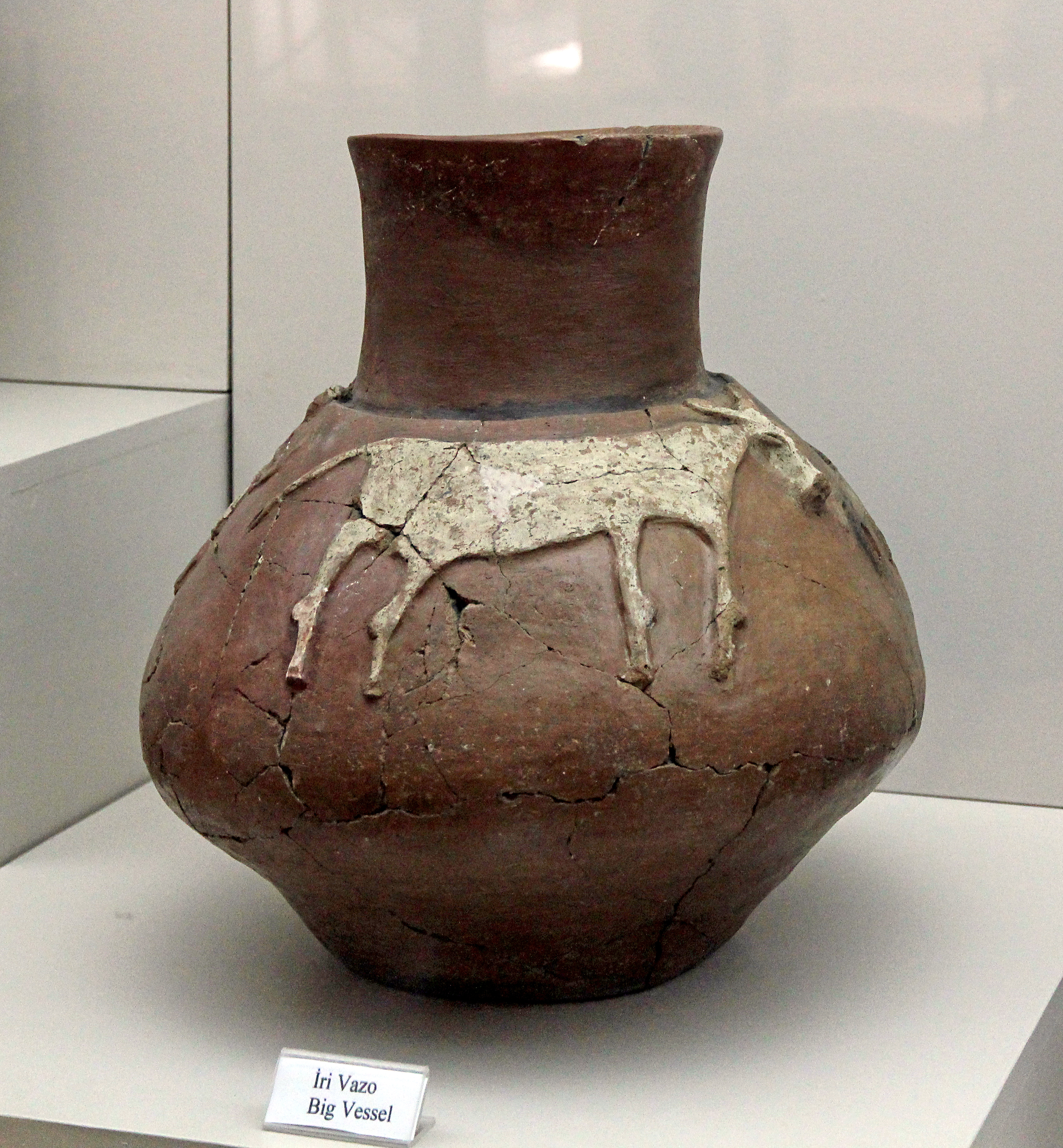
Vase de Köşk Höyük.
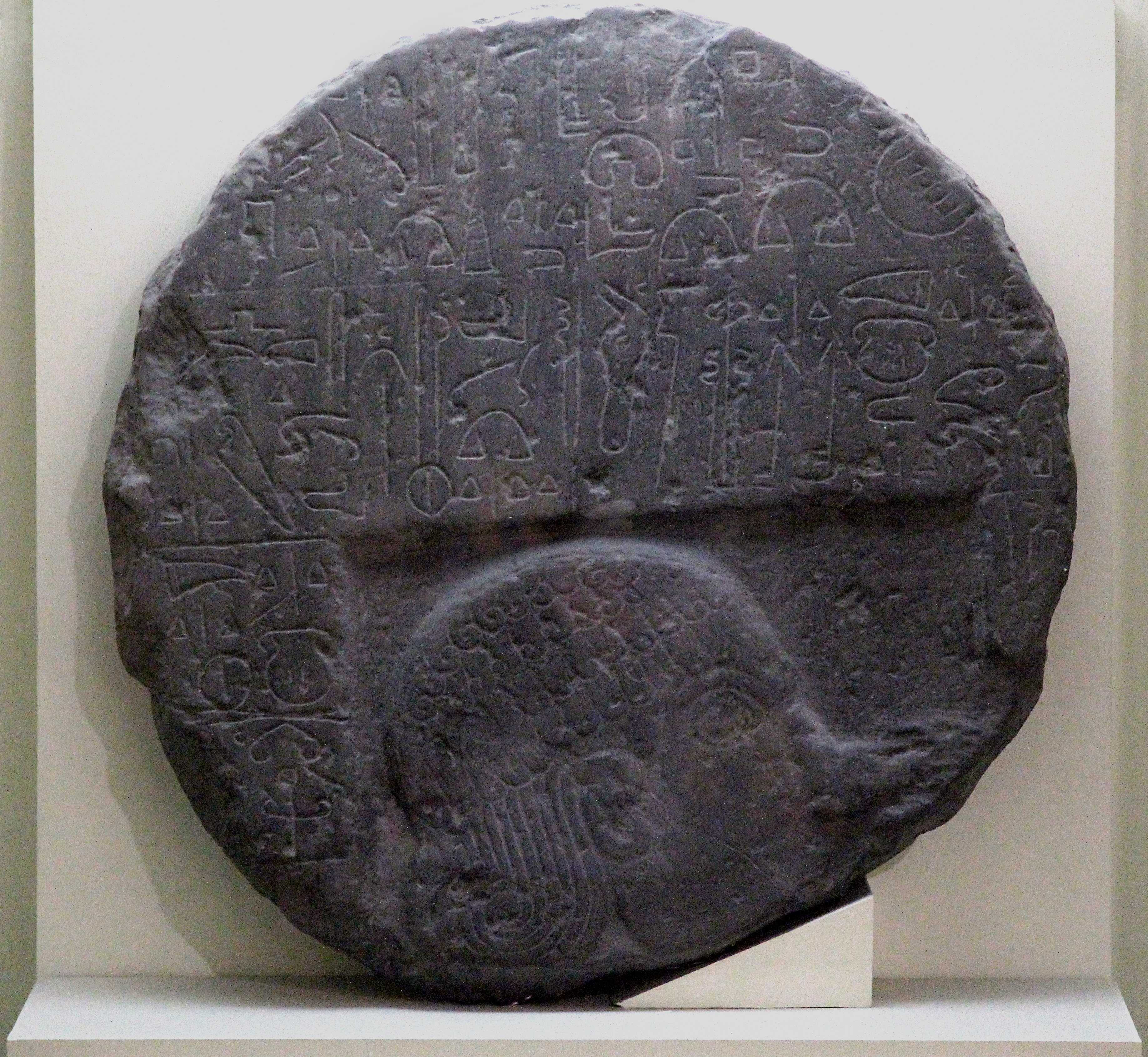
Moulage de la stèle d'Andaval.
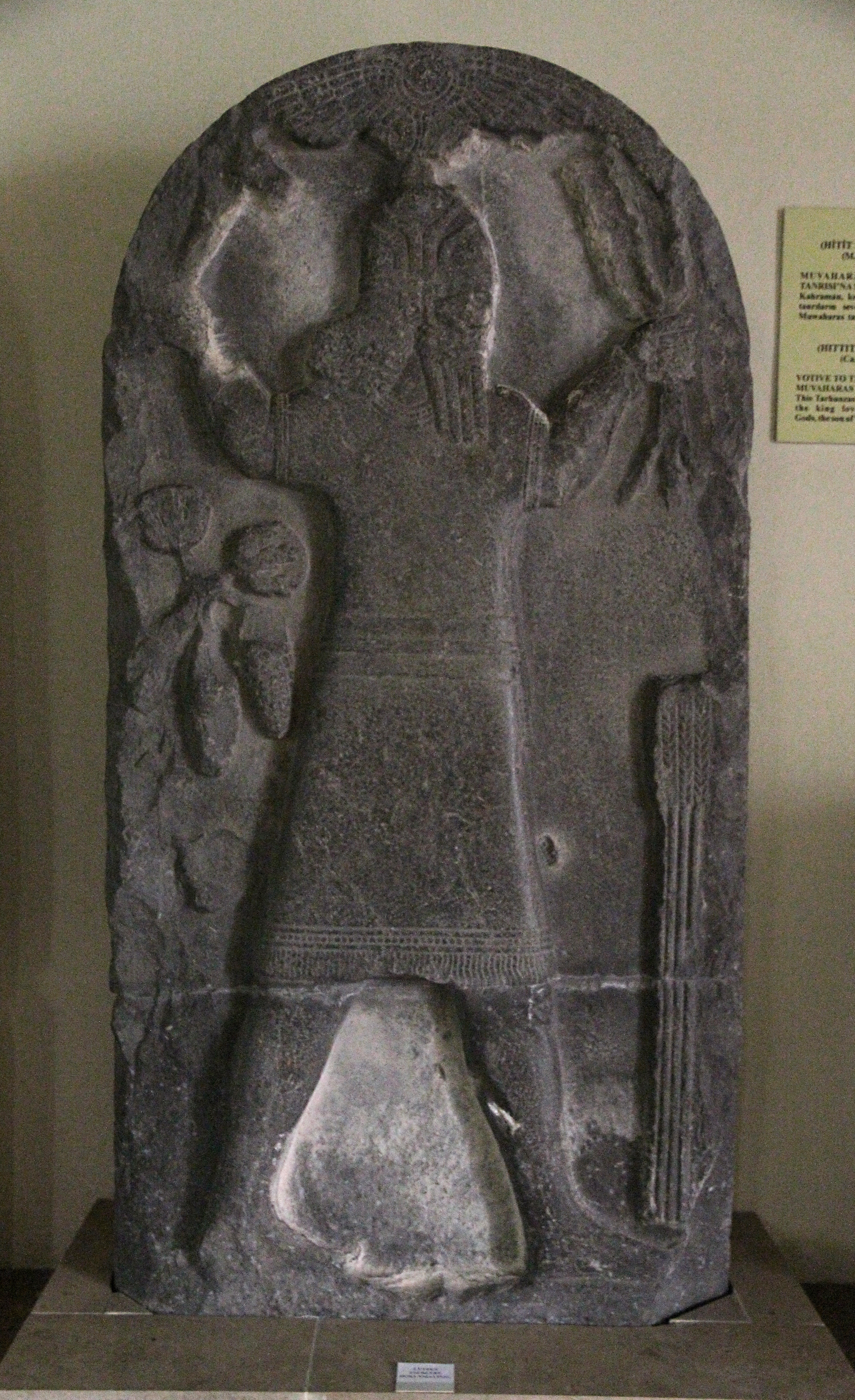
Stèle de Niğde.
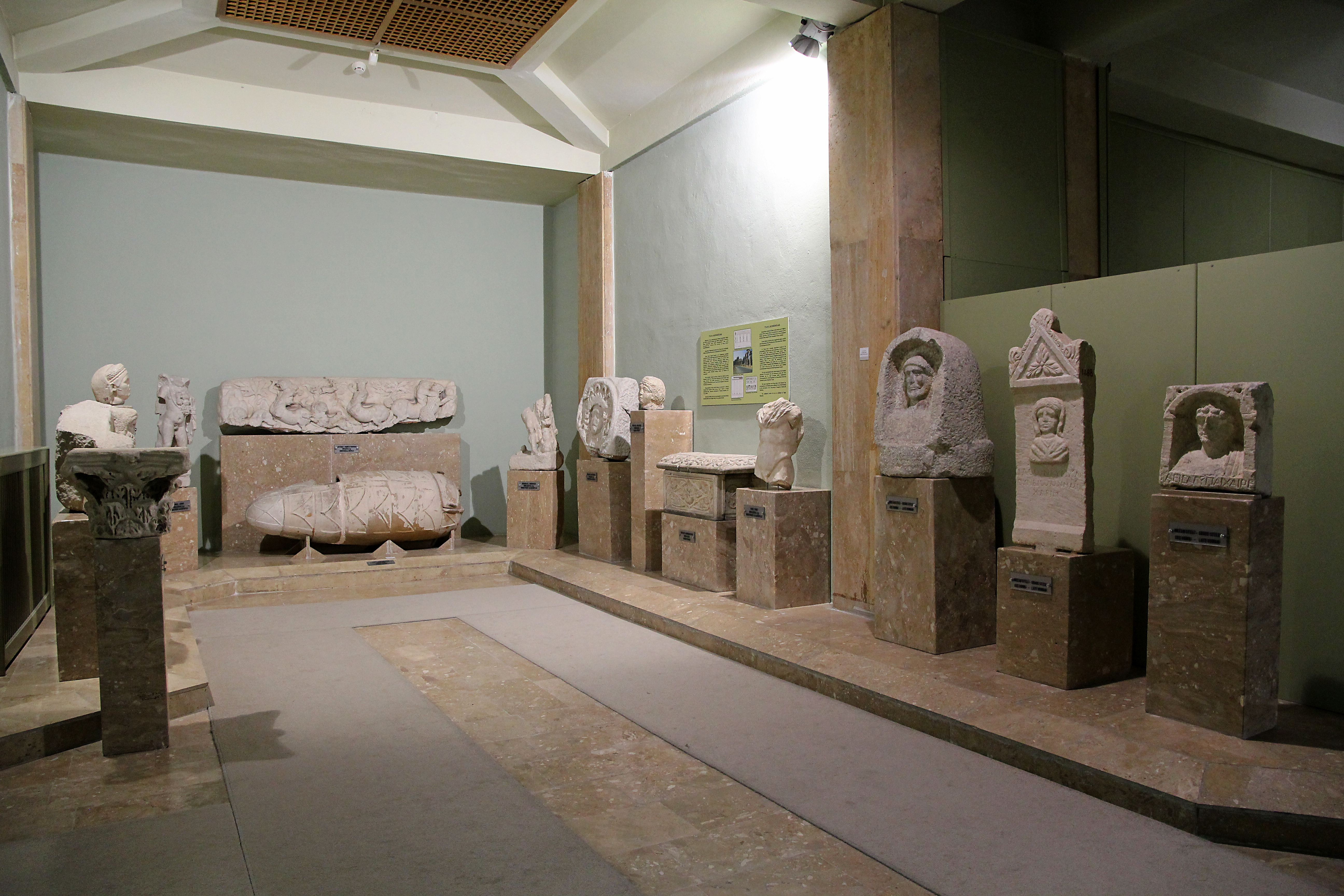
Vestiges de Tyane.
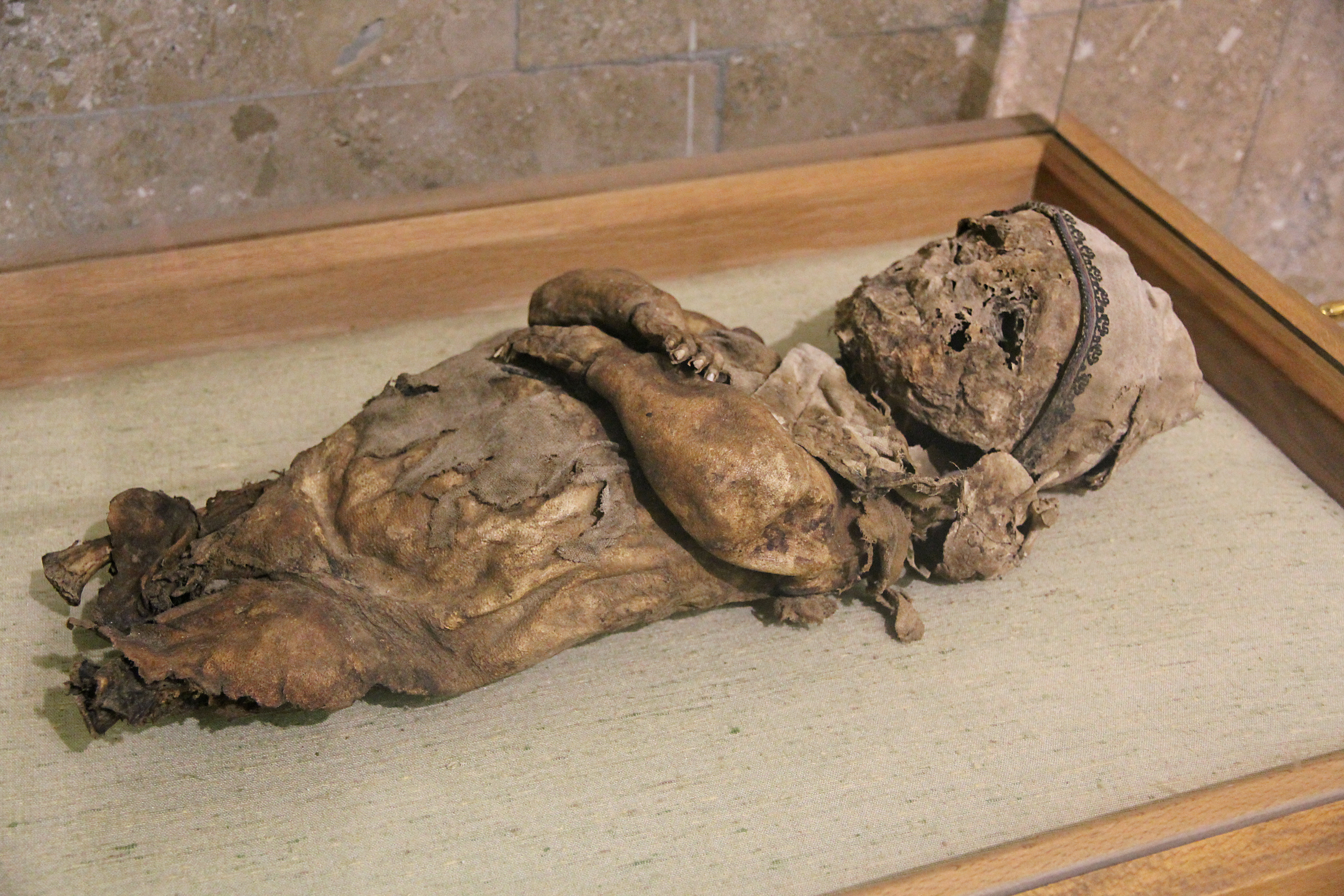
Momie d'un enfant à Ihlara-Tal.
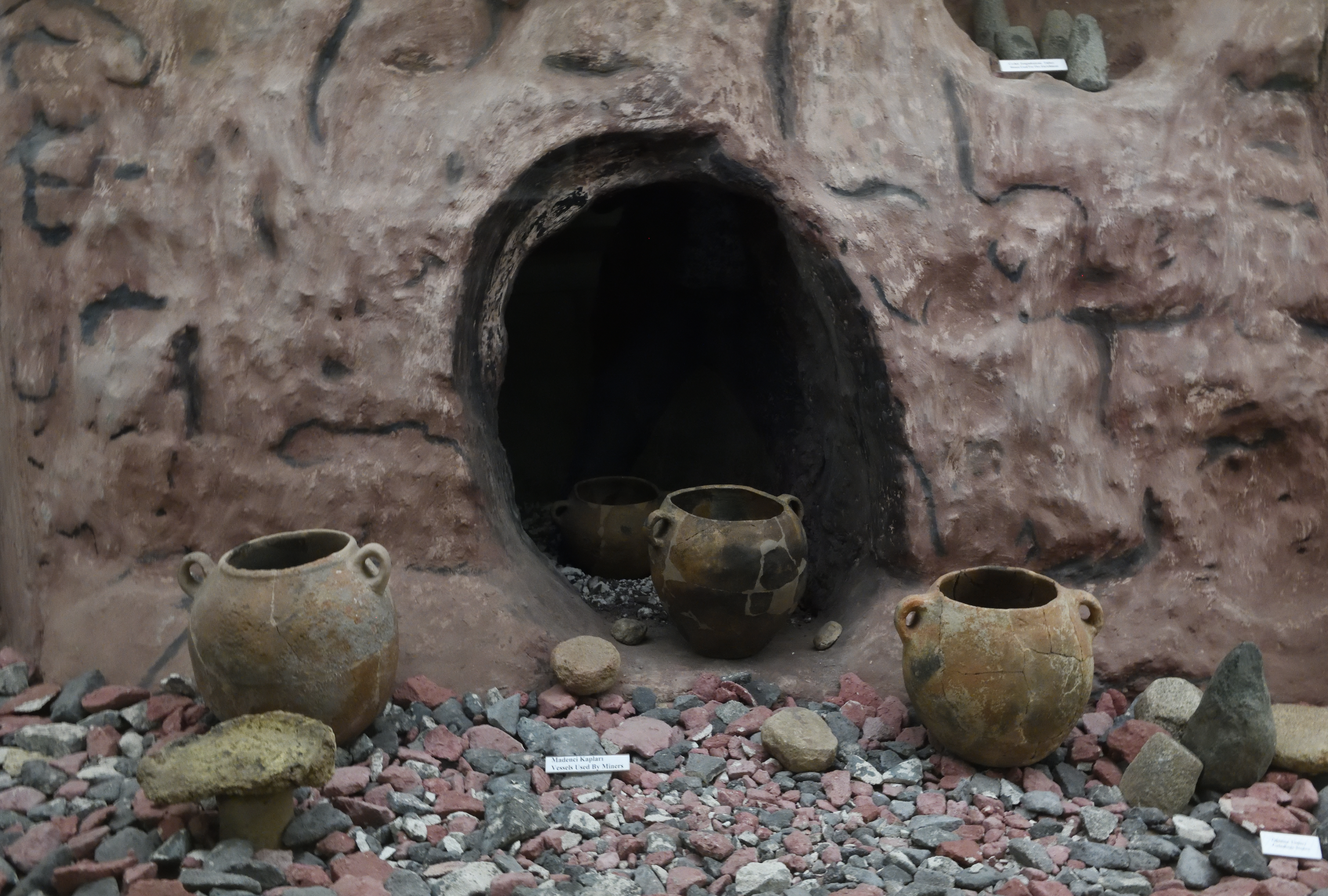
Reconstitution  d'un atelier de Göltepe, Bronze ancien, 3000-2000 avant J.-C.